# Allium breviradium
Allium breviradium là một loài thực vật có hoa trong họ Amaryllidaceae. Loài này được (Halácsy) Stearn mô tả khoa học đầu tiên năm 1978.